# Enver Hadžiabdić
Enver Hadžiabdić (Belgrado, 6 novembre 1945) è un ex calciatore jugoslavo, di ruolo difensore.